# Самму
Самму (яп. 山武市 Самму-си) — город в Японии, находящийся в префектуре Тиба. Площадь города составляет 146,38 км², население — 53 069 человек (1 августа 2014), плотность населения — 362,54 чел./км².

## Географическое положение
Город расположен на острове Хонсю в префектуре Тиба региона Канто. С ним граничат города Тогане, Ятимата, Томисато и посёлки Кудзюкури, Сибаяма, Йокосибахикари.

## Население
Население города составляет 53 069 человек (1 августа 2014), а плотность — 362,54 чел./км². Изменение численности населения с 1980 по 2005 годы:
| 1980 | 43 954 чел. |  |
| 1985 | 46 299 чел. |  |
| 1990 | 50 692 чел. |  |
| 1995 | 58 405 чел. |  |
| 2000 | 60 614 чел. |  |
| 2005 | 59 024 чел. |  |

## Символика
Деревом города считается криптомерия, цветком — хризантема, птицей — настоящая короткокрылая камышовка.